# باك جونغ سو
بارك جونغ سو (1 يونيو 1953) ممثلة من كوريا الجنوبية . ولها شهره واسعه في مجال الدراما التلفزيونية إشتهرت بدور السكرتيرة الملكية في مسلسل جوهرة القصر .

## روابط خارجية
- Park Jung-soo في هانسينما
- Park Jung-soo على قاعدة بيانات الأفلام الكورية
- باك جونغ سو على موقع IMDb (الإنجليزية)